# Ornithomimidae
Ornithomimidae („Ještěři napodobující ptáky“) byli skupinou vysoce kurzoriálních (běhavých) teropodních dinosaurů, vzdáleně podobných dnešnímu pštrosovi dvouprstému (odtud jejich název). Byli to převážně velmi rychlí běžci, kteří žili v období svrchní křídy na území někdejšího superkontinentu Laurasie (dnešní Severní Amerika, Evropa a Asie).

## Charakteristika
Název jim dal rod Ornithomimus, vědecky popsaný roku 1890. Americký paleontolog Othniel Charles Marsh tento severoamerický rod pojmenoval a stanovil i název celé čeledi. Ornitomimidi byli zřejmě v převážné míře všežravci, někteří ale mohli být i výlučnými býložravci. Nejmenší dosahovali velikosti slepice, největší zástupci ale mohli vážit i několik stovek kilogramů a měřit na délku asi 6-8 metrů. Mezi jejich typické znaky patří malá hlava, dlouhý štíhlý krk, celkově štíhlé tělo a pevné silné nohy, které z těchto živočichů dělaly rychlé běžce. Předpokládá se, že ornitomimosauři byli schopni běhat rychlostí přes 60 km/h a byli tak nejrychlejšími neptačími dinosaury vůbec. Přinejmenším někteří zástupci byli také plně opeření.

## Anatomie
Vědecké studie ukazují, že morfologie článků prstů na noze byla u ornitomimidů velmi variabilní, což mohlo v minulosti často vést k mylnému stanovování nových druhů u rozdílných jedinců stejného druhu.

## Klasifikace
- Čeleď Ornithomimidae
  - Aepyornithomimus (Mongolsko)
  -  ?Afromimus (Niger) - pravděpodobně se jedná o abelisauroida
  - Anserimimus (Mongolsko)
  - Archaeornithomimus (Čína)
  -  ?Coelosaurus (Maryland)
  - Dromiceiomimus (Alberta, Kanada)
  - Gallimimus (Mongolsko)
  - Mexidracon (Mexiko)
  - Tototlmimus (Mexiko)
  - Ornithomimus (Colorado a Alberta)
  - Rativates (Alberta)
  - Sinornithomimus (Vnitřní Mongolsko, Čína)
  - Struthiomimus (Montana a Alberta)

## Fylogeneze
Ornithomimiformes (=Arctometatarsalia)
```
|-?
Alvarezsauridae

`--
Ornithomimosauria

   |-?
Timimus

   |--
Pelecanimimus

   `--+--
Shenzhousaurus

      `--+--
Harpymimus

         `--Ornithomimoidea
            |-?
Deinocheirus

            |--
Garudimimus

            `--Ornithomimidae
               |--
Archaeornithomimus

               `--+--
Sinornithomimus

                  `--Ornithomiminae
                     |--+--
Gallimimus

                     |  `--
Anserimimus

                     `--Ornithomimini
                        |--
Struthiomimus

                        `--+--
Dromiceiomimus

                           `--
Ornithomimus
```

Podle Barsbold & Osmólska (1990), Kobayashi & Lü (2003), a Ji et al. (2003).